# Premier League 2025-2026
La Premier League 2025-2026 sarà la 127ª edizione della massima divisione del campionato inglese di calcio, nonché la trentaquattresima della Premier League. La stagione è iniziata il 15 agosto 2025 e terminerà il 24 maggio 2026.

## Stagione

### Novità
Dalla stagione precedente sono state retrocesse Leicester City, Ipswich Town e Southampton, ultime tre classificate. Dalla Championship, al loro posto, sono state promosse Leeds Utd, Burnley e Sunderland.

### Formula
Per la nona stagione consecutiva accedono alla fase campionato della UEFA Champions League 2026-2027 le prime quattro classificate. Accedono alla fase campionato della UEFA Europa League 2026-2027 la 5ª squadra classificata e la vincente della FA Cup; la vincente della League Cup accede agli spareggi della UEFA Conference League 2026-2027. Nel caso in cui le vincenti delle due coppe nazionali siano già qualificate alle coppe europee tramite il campionato, al loro posto si qualificheranno la 6ª in campionato alla UEFA Europa League ed eventualmente la 7ª alla UEFA Europa Conference League. Nel caso in cui, come accaduto in cinque delle ultime sei stagioni, le squadre inglesi siano fra le due migliori nazioni nelle coppe europee, la 5ª andrà in Champions, e le altre scaleranno di conseguenza qualificando nel caso l'8ª in Conference. Le ultime tre squadre classificate retrocedono nella Championship 2026-2027.

## Squadre partecipanti
| Squadra           | Stagione | Città                         | Stadio                      | Stagione precedente                                                |
| ----------------- | -------- | ----------------------------- | --------------------------- | ------------------------------------------------------------------ |
| Arsenal           | dettagli | Londra (Islington)            | Emirates Stadium            | 2º posto in Premier League                                         |
| Aston Villa       | dettagli | Birmingham                    | Villa Park                  | 6º posto in Premier League                                         |
| Bournemouth       | dettagli | Bournemouth                   | Dean Court                  | 9º posto in Premier League                                         |
| Brentford         | dettagli | Londra (Brentford)            | Brentford Community Stadium | 10º posto in Premier League                                        |
| Brighton          | dettagli | Brighton & Hove               | Falmer Stadium              | 8º posto in Premier League                                         |
| Burnley           | dettagli | Burnley                       | Turf Moor                   | 2º posto in Football League Championship, promosso                 |
| Chelsea           | dettagli | Londra (Hammersmith e Fulham) | Stamford Bridge             | 4º posto in Premier League                                         |
| Crystal Palace    | dettagli | Londra (Croydon)              | Selhurst Park               | 12º posto in Premier League                                        |
| Everton           | dettagli | Liverpool                     | Everton Stadium             | 13º posto in Premier League                                        |
| Fulham            | dettagli | Londra (Hammersmith e Fulham) | Craven Cottage              | 11º posto in Premier League                                        |
| Leeds Utd         | dettagli | Leeds                         | Elland Road                 | 1º posto in Football League Championship, promosso                 |
| Liverpool         | dettagli | Liverpool                     | Anfield                     | Campione d'Inghilterra                                             |
| Manchester City   | dettagli | Manchester                    | Etihad Stadium              | 3º posto in Premier League                                         |
| Manchester Utd    | dettagli | Manchester                    | Old Trafford                | 15º posto in Premier League                                        |
| Newcastle Utd     | dettagli | Newcastle upon Tyne           | St James' Park              | 5º posto in Premier League                                         |
| Nottingham Forest | dettagli | Nottingham                    | City Ground                 | 7º posto in Premier League                                         |
| Sunderland        | dettagli | Sunderland                    | Stadium of Light            | 4º posto in Football League Championship, promosso dopo i play-off |
| Tottenham         | dettagli | Londra (Tottenham)            | Tottenham Hotspur Stadium   | 17º posto in Premier League                                        |
| West Ham Utd      | dettagli | Londra (Stratford)            | London Stadium              | 14º posto in Premier League                                        |
| Wolverhampton     | dettagli | Wolverhampton                 | Molineux Stadium            | 16º posto in Premier League                                        |

## Allenatori e primatisti
| Squadra           | Allenatore           | Calciatore più presente | Cannoniere |
| ----------------- | -------------------- | ----------------------- | ---------- |
| Arsenal           | Mikel Arteta         |                         |            |
| Aston Villa       | Unai Emery           |                         |            |
| Bournemouth       | Andoni Iraola        |                         |            |
| Brentford         | Keith Joseph Andrews |                         |            |
| Brighton          | Fabian Hürzeler      |                         |            |
| Burnley           | Scott Parker         |                         |            |
| Chelsea           | Enzo Maresca         |                         |            |
| Crystal Palace    | Oliver Glasner       |                         |            |
| Everton           | David Moyes          |                         |            |
| Fulham            | Marco Silva          |                         |            |
| Leeds United      | Daniel Farke         |                         |            |
| Liverpool         | Arne Slot            |                         |            |
| Manchester City   | Pep Guardiola        |                         |            |
| Manchester Utd    | Rúben Amorim         |                         |            |
| Newcastle Utd     | Eddie Howe           |                         |            |
| Nottingham Forest | Nuno Espírito Santo  |                         |            |
| Sunderland        | Régis Le Bris        |                         |            |
| Tottenham         | Thomas Frank         |                         |            |
| West Ham Utd      | Graham Potter        |                         |            |
| Wolverhampton     | Vítor Pereira        |                         |            |

## Classifica
Aggiornata al 17 agosto 2025
|  | Pos. | Squadra           | Pt | G | V | N | P | GF | GS | DR |
|  | ---- | ----------------- | -- | - | - | - | - | -- | -- | -- |
|  | 1.   | Manchester City   | 3  | 1 | 1 | 0 | 0 | 4  | 0  | +4 |
|  | 2.   | Sunderland        | 3  | 1 | 1 | 0 | 0 | 3  | 0  | +3 |
|  | 3.   | Tottenham         | 3  | 1 | 1 | 0 | 0 | 3  | 0  | +3 |
|  | 4.   | Liverpool         | 3  | 1 | 1 | 0 | 0 | 4  | 2  | +2 |
|  | 5.   | Nottingham Forest | 3  | 1 | 1 | 0 | 0 | 3  | 1  | +2 |
|  | 6.   | Arsenal           | 3  | 1 | 1 | 0 | 0 | 1  | 0  | +1 |
|  | 7.   | Leeds Utd         | 3  | 1 | 1 | 0 | 0 | 1  | 0  | +1 |
|  | 8.   | Fulham            | 1  | 1 | 0 | 1 | 0 | 1  | 1  | 0  |
|  | 9.   | Brighton          | 1  | 1 | 0 | 1 | 0 | 1  | 1  | 0  |
|  | 10.  | Chelsea           | 1  | 1 | 0 | 1 | 0 | 0  | 0  | 0  |
|  | 11.  | Crystal Palace    | 1  | 1 | 0 | 1 | 0 | 0  | 0  | 0  |
|  | 12.  | Aston Villa       | 1  | 1 | 0 | 1 | 0 | 0  | 0  | 0  |
|  | 13.  | Newcastle Utd     | 1  | 1 | 0 | 1 | 0 | 0  | 0  | 0  |
|  | 14.  | Everton           | 0  | 1 | 0 | 0 | 1 | 0  | 1  | -1 |
|  | 15.  | Manchester Utd    | 0  | 1 | 0 | 0 | 1 | 0  | 1  | -1 |
|  | 16.  | Bournemouth       | 0  | 1 | 0 | 0 | 1 | 2  | 4  | -2 |
|  | 17.  | Brentford         | 0  | 1 | 0 | 0 | 1 | 1  | 3  | -2 |
|  | 18.  | Burnley           | 0  | 1 | 0 | 0 | 1 | 0  | 3  | -3 |
|  | 19.  | West Ham Utd      | 0  | 1 | 0 | 0 | 1 | 0  | 3  | -3 |
|  | 20.  | Wolverhampton     | 0  | 1 | 0 | 0 | 1 | 0  | 4  | -4 |

Legenda:
      Campione d'Inghilterra e ammessa alla fase campionato della  UEFA Champions League 2025-2026
      Ammesse alla fase campionato della UEFA Champions League 2026-2027
      Ammesse alla fase campionato della  UEFA Europa League 2026-2027
      Ammessa agli spareggi della  UEFA Conference League 2026-2027
      Retrocesse in  Football League Championship 2026-2027
Regolamento:
Tre punti per la vittoria, uno per il pareggio, zero per la sconfitta.
Note:

## Risultati

### Tabellone
Ogni riga indica i risultati casalinghi della squadra segnata a inizio della riga, contro le squadre segnate colonna per colonna (che invece avranno giocato l'incontro in trasferta). Al contrario, leggendo la colonna di una squadra si avranno i risultati ottenuti dalla stessa in trasferta, contro le squadre segnate in ogni riga, che invece avranno giocato l'incontro in casa.
|                   | ARS  | ASV  | BOU  | BRE  | BHA  | BUR  | CHE  | CRY  | EVE  | FUL  | LEE  | LIV  | MCI  | MUN  | NEW  | NOT  | SUN  | TOT  | WHU  | WOL  |
| ----------------- | ---- | ---- | ---- | ---- | ---- | ---- | ---- | ---- | ---- | ---- | ---- | ---- | ---- | ---- | ---- | ---- | ---- | ---- | ---- | ---- |
| Arsenal           | –––– |      |      |      |      |      |      |      |      |      |      |      |      |      |      |      |      |      |      |      |
| Aston Villa       |      | –––– |      |      |      |      |      |      |      |      |      |      |      |      | 0-0  |      |      |      |      |      |
| Bournemouth       |      |      | –––– |      |      |      |      |      |      |      |      |      |      |      |      |      |      |      |      |      |
| Brentford         |      |      |      | –––– |      |      |      |      |      |      |      |      |      |      |      |      |      |      |      |      |
| Brighton          |      |      |      |      | –––– |      |      |      |      | 1-1  |      |      |      |      |      |      |      |      |      |      |
| Burnley           |      |      |      |      |      | –––– |      |      |      |      |      |      |      |      |      |      |      |      |      |      |
| Chelsea           |      |      |      |      |      |      | –––– | 0-0  |      |      |      |      |      |      |      |      |      |      |      |      |
| Crystal Palace    |      |      |      |      |      |      |      | –––– |      |      |      |      |      |      |      |      |      |      |      |      |
| Everton           |      |      |      |      |      |      |      |      | –––– |      |      |      |      |      |      |      |      |      |      |      |
| Fulham            |      |      |      |      |      |      |      |      |      | –––– |      |      |      |      |      |      |      |      |      |      |
| Leeds Utd         |      |      |      |      |      |      |      |      | 1-0  |      | –––– |      |      |      |      |      |      |      |      |      |
| Liverpool         |      |      | 4-2  |      |      |      |      |      |      |      |      | –––– |      |      |      |      |      |      |      |      |
| Manchester City   |      |      |      |      |      |      |      |      |      |      |      |      | –––– |      |      |      |      |      |      |      |
| Manchester Utd    | 0-1  |      |      |      |      |      |      |      |      |      |      |      |      | –––– |      |      |      |      |      |      |
| Newcastle Utd     |      |      |      |      |      |      |      |      |      |      |      |      |      |      | –––– |      |      |      |      |      |
| Nottingham Forest |      |      |      | 3-1  |      |      |      |      |      |      |      |      |      |      |      | –––– |      |      |      |      |
| Sunderland        |      |      |      |      |      |      |      |      |      |      |      |      |      |      |      |      | –––– |      | 3-0  |      |
| Tottenham         |      |      |      |      |      | 3-0  |      |      |      |      |      |      |      |      |      |      |      | –––– |      |      |
| West Ham          |      |      |      |      |      |      |      |      |      |      |      |      |      |      |      |      |      |      | –––– |      |
| Wolverhampton     |      |      |      |      |      |      |      |      |      |      |      |      | 0-4  |      |      |      |      |      |      | –––– |

### Calendario
|         | 1ª giornata                   |     |
|         |                               |     |
| 15 ago. | Liverpool-Bournemouth         | 4-2 |
| 16 ago. | Aston Villa-Newcastle         | 0-0 |
| 16 ago. | Brighton-Fulham               | 1-1 |
| 16 ago. | Sunderland-West Ham           | 3-0 |
| 16 ago. | Tottenham-Burnley             | 3-0 |
| 16 ago. | Wolverhampton-Manchester City | 0-4 |
| 17 ago. | Chelsea-Crystal Palace        | 0-0 |
| 17 ago. | Nottingham Forest-Brentford   | 3-1 |
| 17 ago. | Manchester Utd-Arsenal        | 0-1 |
| 18 ago. | Leeds-Everton                 | 1-0 |

|         | 2ª giornata                      |       |
|         |                                  |       |
| 22 ago. | West Ham-Chelsea                 | 21:00 |
| 23 ago. | Manchester City-Tottenham        | 13:30 |
| 23 ago. | Bournemouth-Wolverhampton        | 16:00 |
| 23 ago. | Brentford-Aston Villa            | 16:00 |
| 23 ago. | Burnley-Sunderland               | 16:00 |
| 23 ago. | Arsenal-Leeds                    | 18:30 |
| 24 ago. | Crystal Palace-Nottingham Forest | 15:00 |
| 24 ago. | Everton-Brighton                 | 15:00 |
| 24 ago. | Fulham-Manchester Utd            | 15:00 |
| 25 ago. | Newcastle-Liverpool              | 21:00 |

|         | 1ª giornata                   |     |
|         |                               |     |
| 15 ago. | Liverpool-Bournemouth         | 4-2 |
| 16 ago. | Aston Villa-Newcastle         | 0-0 |
| 16 ago. | Brighton-Fulham               | 1-1 |
| 16 ago. | Sunderland-West Ham           | 3-0 |
| 16 ago. | Tottenham-Burnley             | 3-0 |
| 16 ago. | Wolverhampton-Manchester City | 0-4 |
| 17 ago. | Chelsea-Crystal Palace        | 0-0 |
| 17 ago. | Nottingham Forest-Brentford   | 3-1 |
| 17 ago. | Manchester Utd-Arsenal        | 0-1 |
| 18 ago. | Leeds-Everton                 | 1-0 |

|         | 2ª giornata                      |       |
|         |                                  |       |
| 22 ago. | West Ham-Chelsea                 | 21:00 |
| 23 ago. | Manchester City-Tottenham        | 13:30 |
| 23 ago. | Bournemouth-Wolverhampton        | 16:00 |
| 23 ago. | Brentford-Aston Villa            | 16:00 |
| 23 ago. | Burnley-Sunderland               | 16:00 |
| 23 ago. | Arsenal-Leeds                    | 18:30 |
| 24 ago. | Crystal Palace-Nottingham Forest | 15:00 |
| 24 ago. | Everton-Brighton                 | 15:00 |
| 24 ago. | Fulham-Manchester Utd            | 15:00 |
| 25 ago. | Newcastle-Liverpool              | 21:00 |

|         | 3ª giornata                |       |
|         |                            |       |
| 29 ago. | Aston Villa-Crystal Palace | 21:00 |
| 30 ago. | Chelsea-Fulham             | 13:30 |
| 30 ago. | Manchester Utd-Burnley     | 16:00 |
| 30 ago. | Sunderland-Brentford       | 16:00 |
| 30 ago. | Tottenham-Bournemouth      | 16:00 |
| 30 ago. | Wolverhampton-Everton      | 16:00 |
| 30 ago. | Leeds-Newcastle            | 18:30 |
| 31 ago. | Brighton-Manchester City   | 15:00 |
| 31 ago. | Nottingham Forest-West Ham | 15:00 |
| 31 ago. | Liverpool-Arsenal          | 17:30 |

|         | 4ª giornata                    |       |
|         |                                |       |
| 13 set. | Arsenal-Nottingham Forest      | 13:30 |
| 13 set. | Bournemouth-Brighton           | 16:00 |
| 13 set. | Crystal Palace-Sunderland      | 16:00 |
| 13 set. | Everton-Aston Villa            | 16:00 |
| 13 set. | Fulham-Leeds                   | 16:00 |
| 13 set. | Newcastle-Wolverhampton        | 16:00 |
| 13 set. | West Ham-Tottenham             | 18:30 |
| 13 set. | Brentford-Chelsea              | 21:00 |
| 14 set. | Burnley-Liverpool              | 15:00 |
| 14 set. | Manchester City-Manchester Utd | 17:30 |

|         | 3ª giornata                |       |
|         |                            |       |
| 29 ago. | Aston Villa-Crystal Palace | 21:00 |
| 30 ago. | Chelsea-Fulham             | 13:30 |
| 30 ago. | Manchester Utd-Burnley     | 16:00 |
| 30 ago. | Sunderland-Brentford       | 16:00 |
| 30 ago. | Tottenham-Bournemouth      | 16:00 |
| 30 ago. | Wolverhampton-Everton      | 16:00 |
| 30 ago. | Leeds-Newcastle            | 18:30 |
| 31 ago. | Brighton-Manchester City   | 15:00 |
| 31 ago. | Nottingham Forest-West Ham | 15:00 |
| 31 ago. | Liverpool-Arsenal          | 17:30 |

|         | 4ª giornata                    |       |
|         |                                |       |
| 13 set. | Arsenal-Nottingham Forest      | 13:30 |
| 13 set. | Bournemouth-Brighton           | 16:00 |
| 13 set. | Crystal Palace-Sunderland      | 16:00 |
| 13 set. | Everton-Aston Villa            | 16:00 |
| 13 set. | Fulham-Leeds                   | 16:00 |
| 13 set. | Newcastle-Wolverhampton        | 16:00 |
| 13 set. | West Ham-Tottenham             | 18:30 |
| 13 set. | Brentford-Chelsea              | 21:00 |
| 14 set. | Burnley-Liverpool              | 15:00 |
| 14 set. | Manchester City-Manchester Utd | 17:30 |

|         | 5ª giornata               |       |
|         |                           |       |
| 20 set. | Liverpool-Everton         | 13:30 |
| 20 set. | Bournemouth-Newcastle     | 16:00 |
| 20 set. | Brighton-Tottenham        | 16:00 |
| 20 set. | Burnley-Nottingham Forest | 16:00 |
| 20 set. | West Ham-Crystal Palace   | 16:00 |
| 20 set. | Wolverhampton-Leeds       | 16:00 |
| 20 set. | Manchester Utd-Chelsea    | 18:30 |
| 20 set. | Fulham-Brentford          | 21:00 |
| 21 set. | Sunderland-Aston Villa    | 15:00 |
| 21 set. | Arsenal-Manchester City   | 17:30 |

|         | 6ª giornata                  |       |
|         |                              |       |
| 27 set. | Brentford-Manchester Utd     | 13:30 |
| 27 set. | Aston Villa-Fulham           | 16:00 |
| 27 set. | Chelsea-Brighton             | 16:00 |
| 27 set. | Crystal Palace-Liverpool     | 16:00 |
| 27 set. | Leeds-Bournemouth            | 16:00 |
| 27 set. | Manchester City-Burnley      | 16:00 |
| 27 set. | Nottingham Forest-Sunderland | 16:00 |
| 28 set. | Tottenham-Wolverhampton      | 15:00 |
| 28 set. | Newcastle-Arsenal            | 17:30 |
| 29 set. | Everton-West Ham             | 21:00 |

|         | 5ª giornata               |       |
|         |                           |       |
| 20 set. | Liverpool-Everton         | 13:30 |
| 20 set. | Bournemouth-Newcastle     | 16:00 |
| 20 set. | Brighton-Tottenham        | 16:00 |
| 20 set. | Burnley-Nottingham Forest | 16:00 |
| 20 set. | West Ham-Crystal Palace   | 16:00 |
| 20 set. | Wolverhampton-Leeds       | 16:00 |
| 20 set. | Manchester Utd-Chelsea    | 18:30 |
| 20 set. | Fulham-Brentford          | 21:00 |
| 21 set. | Sunderland-Aston Villa    | 15:00 |
| 21 set. | Arsenal-Manchester City   | 17:30 |

|         | 6ª giornata                  |       |
|         |                              |       |
| 27 set. | Brentford-Manchester Utd     | 13:30 |
| 27 set. | Aston Villa-Fulham           | 16:00 |
| 27 set. | Chelsea-Brighton             | 16:00 |
| 27 set. | Crystal Palace-Liverpool     | 16:00 |
| 27 set. | Leeds-Bournemouth            | 16:00 |
| 27 set. | Manchester City-Burnley      | 16:00 |
| 27 set. | Nottingham Forest-Sunderland | 16:00 |
| 28 set. | Tottenham-Wolverhampton      | 15:00 |
| 28 set. | Newcastle-Arsenal            | 17:30 |
| 29 set. | Everton-West Ham             | 21:00 |

## Statistiche

### Squadre

#### Classifica in divenire
|                   | 1ª | 2ª | 3ª | 4ª | 5ª | 6ª | 7ª | 8ª | 9ª | 10ª | 11ª | 12ª | 13ª | 14ª | 15ª | 16ª | 17ª | 18ª | 19ª | 20ª | 21ª | 22ª | 23ª | 24ª | 25ª | 26ª | 27ª | 28ª | 29ª | 30ª | 31ª | 32ª | 33ª | 34ª | 35ª | 36ª | 37ª | 38ª |
|                   |    |    |    |    |    |    |    |    |    |     |     |     |     |     |     |     |     |     |     |     |     |     |     |     |     |     |     |     |     |     |     |     |     |     |     |     |     |     |
| ----------------- | -- | -- | -- | -- | -- | -- | -- | -- | -- | --- | --- | --- | --- | --- | --- | --- | --- | --- | --- | --- | --- | --- | --- | --- | --- | --- | --- | --- | --- | --- | --- | --- | --- | --- | --- | --- | --- | --- |
| Arsenal           | 3  |    |    |    |    |    |    |    |    |     |     |     |     |     |     |     |     |     |     |     |     |     |     |     |     |     |     |     |     |     |     |     |     |     |     |     |     |     |
| Aston Villa       | 1  |    |    |    |    |    |    |    |    |     |     |     |     |     |     |     |     |     |     |     |     |     |     |     |     |     |     |     |     |     |     |     |     |     |     |     |     |     |
| Bournemouth       | 0  |    |    |    |    |    |    |    |    |     |     |     |     |     |     |     |     |     |     |     |     |     |     |     |     |     |     |     |     |     |     |     |     |     |     |     |     |     |
| Brentford         | 0  |    |    |    |    |    |    |    |    |     |     |     |     |     |     |     |     |     |     |     |     |     |     |     |     |     |     |     |     |     |     |     |     |     |     |     |     |     |
| Brighton          | 1  |    |    |    |    |    |    |    |    |     |     |     |     |     |     |     |     |     |     |     |     |     |     |     |     |     |     |     |     |     |     |     |     |     |     |     |     |     |
| Burnley           | 0  |    |    |    |    |    |    |    |    |     |     |     |     |     |     |     |     |     |     |     |     |     |     |     |     |     |     |     |     |     |     |     |     |     |     |     |     |     |
| Chelsea           | 1  |    |    |    |    |    |    |    |    |     |     |     |     |     |     |     |     |     |     |     |     |     |     |     |     |     |     |     |     |     |     |     |     |     |     |     |     |     |
| Crystal Palace    | 1  |    |    |    |    |    |    |    |    |     |     |     |     |     |     |     |     |     |     |     |     |     |     |     |     |     |     |     |     |     |     |     |     |     |     |     |     |     |
| Everton           | 0  |    |    |    |    |    |    |    |    |     |     |     |     |     |     |     |     |     |     |     |     |     |     |     |     |     |     |     |     |     |     |     |     |     |     |     |     |     |
| Fulham            | 1  |    |    |    |    |    |    |    |    |     |     |     |     |     |     |     |     |     |     |     |     |     |     |     |     |     |     |     |     |     |     |     |     |     |     |     |     |     |
| Leeds Utd         | 3  |    |    |    |    |    |    |    |    |     |     |     |     |     |     |     |     |     |     |     |     |     |     |     |     |     |     |     |     |     |     |     |     |     |     |     |     |     |
| Liverpool         | 3  |    |    |    |    |    |    |    |    |     |     |     |     |     |     |     |     |     |     |     |     |     |     |     |     |     |     |     |     |     |     |     |     |     |     |     |     |     |
| Manchester City   | 3  |    |    |    |    |    |    |    |    |     |     |     |     |     |     |     |     |     |     |     |     |     |     |     |     |     |     |     |     |     |     |     |     |     |     |     |     |     |
| Manchester Utd    | 0  |    |    |    |    |    |    |    |    |     |     |     |     |     |     |     |     |     |     |     |     |     |     |     |     |     |     |     |     |     |     |     |     |     |     |     |     |     |
| Newcastle Utd     | 1  |    |    |    |    |    |    |    |    |     |     |     |     |     |     |     |     |     |     |     |     |     |     |     |     |     |     |     |     |     |     |     |     |     |     |     |     |     |
| Nottingham Forest | 3  |    |    |    |    |    |    |    |    |     |     |     |     |     |     |     |     |     |     |     |     |     |     |     |     |     |     |     |     |     |     |     |     |     |     |     |     |     |
| Sunderland        | 3  |    |    |    |    |    |    |    |    |     |     |     |     |     |     |     |     |     |     |     |     |     |     |     |     |     |     |     |     |     |     |     |     |     |     |     |     |     |
| Tottenham         | 3  |    |    |    |    |    |    |    |    |     |     |     |     |     |     |     |     |     |     |     |     |     |     |     |     |     |     |     |     |     |     |     |     |     |     |     |     |     |
| West Ham Utd      | 0  |    |    |    |    |    |    |    |    |     |     |     |     |     |     |     |     |     |     |     |     |     |     |     |     |     |     |     |     |     |     |     |     |     |     |     |     |     |
| Wolverhampton     | 0  |    |    |    |    |    |    |    |    |     |     |     |     |     |     |     |     |     |     |     |     |     |     |     |     |     |     |     |     |     |     |     |     |     |     |     |     |     |

NOTA: l'asterisco indica che l'incontro è stato rinviato o sospeso ed è presente sia in corrispondenza del turno rinviato sia in corrispondenza del turno immediatamente successivo al recupero: esso serve a segnalare che, nella stessa giornata successiva al recupero, la formazione vincente dispone di un punteggio maggiore. L'asterisco non compare con la squadra che esce sconfitta dal recupero (né in corrispondenza del rinvio, né per il recupero stesso), invece è da usare con entrambe le squadre se il recupero termina con un pareggio: in caso di pareggio o vittoria nella partita del recupero, può comportare un incremento potenziale "anomalo" (cioè di 2 punti o superiore ai 3 punti) nella giornata seguente dove il punteggio terrà conto di entrambe le partite (quella recuperata nel turno precedente e quella regolarmente giocata nel turno successivo: pareggio-pareggio = 2 punti; pareggio-vittoria o vittoria-pareggio = 4 punti; vittoria-vittoria = 6 punti).

#### Primati stagionali
Squadre
- Maggior numero di vittorie:
- Maggior numero di pareggi:
- Maggior numero di sconfitte:
- Minor numero di vittorie:
- Minor numero di pareggi:
- Minor numero di sconfitte:
- Miglior attacco:
- Peggior attacco:
- Miglior difesa:
- Peggior difesa:
- Miglior differenza reti:
- Peggior differenza reti:
- Miglior serie positiva:
- Peggior serie negativa:
- Maggior numero di vittorie consecutive:
- Maggior numero di pareggi consecutivi:
- Maggior numero di sconfitte consecutive:

Partite
- Partita con più gol:
- Pareggio con più gol:
- Maggior scarto di gol:
- Maggior numero di reti in una giornata:
- Minor numero di reti in una giornata:
- Maggior numero di espulsioni in una giornata:
- Maggior numero di pareggi in una giornata:

### Individuali

#### Classifica marcatori
| Gol | Rigori |  | Giocatore         | Squadra           |
| --- | ------ |  | ----------------- | ----------------- |
| 2   |        |  | Erling Haaland    | Manchester City   |
| 2   |        |  | Chris Wood        | Nottingham Forest |
| 2   |        |  | Richarlison       | Tottenham         |
| 2   |        |  | Antoine Semenyo   | Bournemouth       |
| 1   |        |  | Mohamed Salah     | Liverpool         |
| 1   |        |  | Federico Chiesa   | Liverpool         |
| 1   |        |  | Cody Gakpo        | Liverpool         |
| 1   |        |  | Hugo Ekitike      | Liverpool         |
| 1   |        |  | Tijjani Reijnders | Manchester City   |
| 1   |        |  | Rayan Cherki      | Manchester City   |
| 1   |        |  | Brennan Johnson   | Tottenham         |
| 1   |        |  | Dan Ndoye         | Nottingham Forest |
| 1   | 1      |  | Matt O'Riley      | Brighton          |